# Zeslandentoernooi 2009 (mannen)

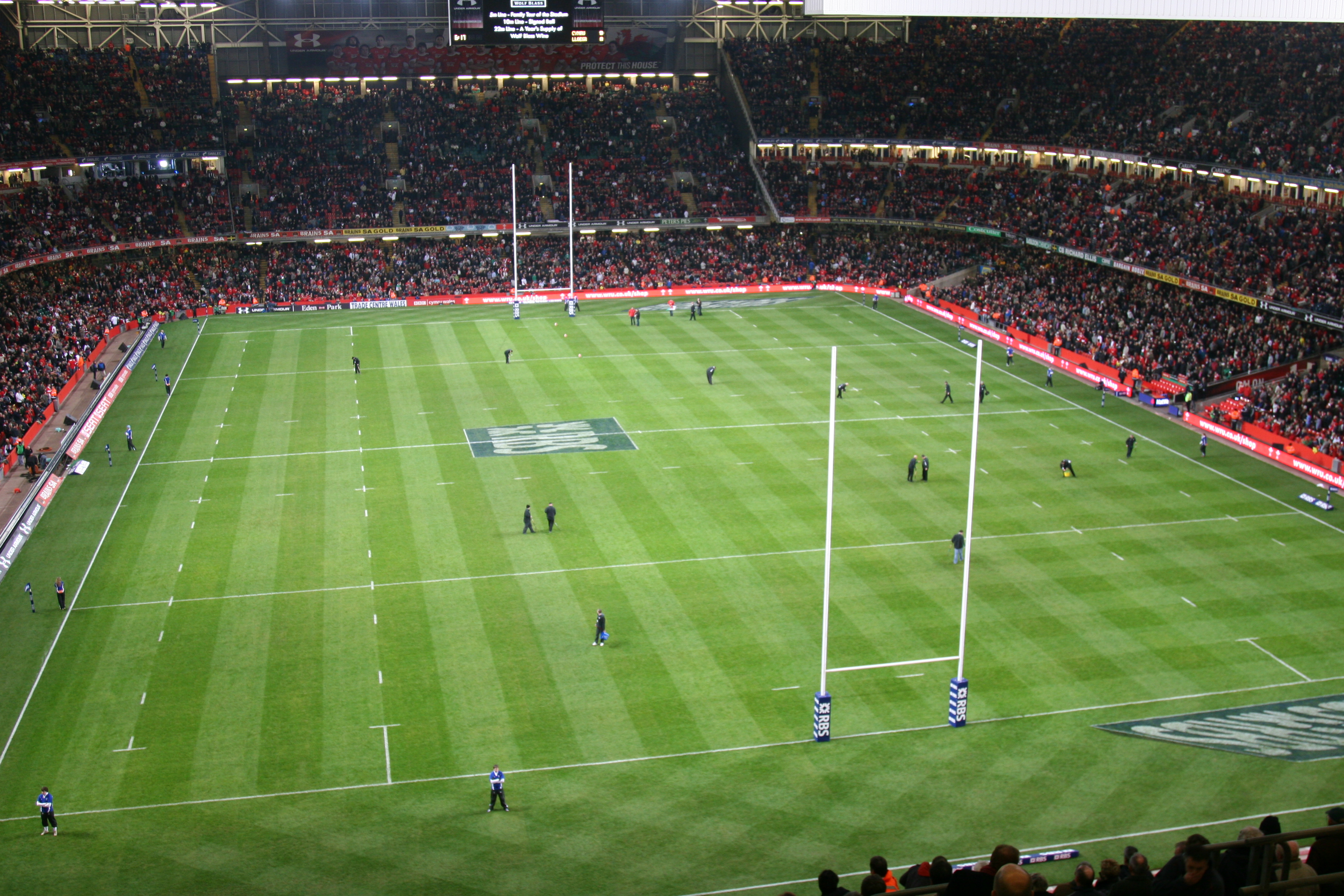
De wedstrijd Wales - Engeland voor het zeslandentoernooi 2009.

Het Zeslandentoernooi voor mannen van de Rugby Union in 2009 werd gespeeld tussen 7 februari en 21 maart. Titelverdediger was Wales. Ierland speelde in Croke Park en niet op Lansdowne Road, waar men normaliter speelt. Dit in verband met de verbouwingen aan Lansdowne Road.
Ierland veroverde de titel door in de laatste wedstrijd met 17-15 te winnen van Wales. De vorige keer dat Ierland het toernooi won was in 1985, toen er nog vijf landen meespeelden. Het was 61 jaar geleden dat Ierland een grand slam binnenhaalde, in 1948 won het Ierse rugbyteam voor het laatst van alle tegenstanders.
Door het toernooi met een grand slam te winnen, won Ierland ook de Triple Crown en de Millennium Trophy. Op de laatste speeldag ging de Calcutta Cup naar Engeland, door Schotland met 26-12 te verslaan. De twijfelachtige eer van de Wooden Spoon ging naar Italië, dat alle wedstrijden verloor.

## Deelnemers
De zes vaste deelnemers speelden hun thuisduels in de volgende stadions.
| Land      | Stadion            | Plaats      | capaciteit |
| --------- | ------------------ | ----------- | ---------- |
| Ierland   | Croke Park         | Dublin      | 82.500     |
| Engeland  | Twickenham         | Londen      | 82.000     |
| Frankrijk | Stade de France    | Saint-Denis | 80.000     |
| Wales     | Millennium Stadium | Cardiff     | 75.500     |
| Schotland | Murrayfield        | Edinburgh   | 67.500     |
| Italië    | Stadio Flaminio    | Rome        | 25.000     |

## Eindstand
| Land      | Wed | Win | Gel | Ver | Saldo     | +/−  | Ptn |
| --------- | --- | --- | --- | --- | --------- | ---- | --- |
| Ierland   | 5   | 5   | 0   | 0   | 121 - 73  | 48   | 10  |
| Engeland  | 5   | 3   | 0   | 2   | 124 - 70  | 54   | 6   |
| Frankrijk | 5   | 3   | 0   | 2   | 124 - 101 | 23   | 6   |
| Wales     | 5   | 3   | 0   | 2   | 100 - 81  | 19   | 6   |
| Schotland | 5   | 1   | 0   | 4   | 79 - 102  | -23  | 2   |
| Italië    | 5   | 0   | 0   | 5   | 49 - 170  | -121 | 0   |

## Programma
De vermelde tijden zijn allemaal lokale tijden.

### Eerste ronde
| Datum             | Wedstrijd           | Uitslag |
| ----------------- | ------------------- | ------- |
| 7 februari, 15:00 | Engeland - Italië   | 36 - 11 |
| 7 februari, 17:00 | Ierland - Frankrijk | 30 - 21 |
| 8 februari, 15:00 | Schotland - Wales   | 13 - 26 |

### Tweede ronde
| Datum              | Wedstrijd             | Uitslag |
| ------------------ | --------------------- | ------- |
| 14 februari, 16:00 | Frankrijk - Schotland | 22 - 13 |
| 14 februari, 17:30 | Wales - Engeland      | 23 - 15 |
| 15 februari, 15:30 | Italië - Ierland      | 9 - 38  |

### Derde ronde
| Datum              | Wedstrijd          | Uitslag |
| ------------------ | ------------------ | ------- |
| 27 februari, 21:00 | Frankrijk - Wales  | 21 - 16 |
| 28 februari, 15:00 | Schotland - Italië | 26 - 6  |
| 28 februari, 17:30 | Ierland - Engeland | 14 - 13 |

### Vierde ronde
| Datum           | Wedstrijd            | Uitslag |
| --------------- | -------------------- | ------- |
| 14 maart, 16:00 | Italië - Wales       | 15 - 20 |
| 14 maart, 17:00 | Schotland - Ierland  | 15 - 22 |
| 15 maart, 15:00 | Engeland - Frankrijk | 34 - 10 |

### Vijfde ronde
| Datum           | Wedstrijd            | Uitslag |
| --------------- | -------------------- | ------- |
| 21 maart, 14:15 | Italië - Frankrijk   | 8 - 50  |
| 21 maart, 15:30 | Engeland - Schotland | 26 - 12 |
| 21 maart, 17:30 | Wales - Ierland      | 15 - 17 |